# Max Eisfeld
Max Eisfeld, eigentlich Max Appel (* 14. Februar 1863 in Rathenow; † 2. November 1935 in Berlin), war ein deutscher Theaterschauspieler.

## Herkunft und frühes Theaterengagement
Max Eisfeld (eigentlich Appel) wurde am 14. Februar 1863 als zweites von fünf Kindern des Kaufmanns Carl Friedrich Wilhelm Appel (1835–?) und dessen Frau Anna Louise Charlotte Wilhelmine (geb. Eißfeld) in Rathenow (Havelland) westlich von Berlin geboren. Der Vater war in der optischen Industrie tätig und etablierte 1886 eine eigene optische Fabrik.
Der Sohn schlug einen unkonventionellen Lebensweg ein. Erste Theatererfahrungen sammelte er als Inspizient an den Vereinigten Theatern in Langensalza-Suhl, und schon in dieser Position bediente er sich des Künstlernamens Eisfeld (gelegentlich auch als Eisfeldt, Eißfeld und Eißfeldt geschrieben). Am 13. Dezember 1885 hatte er am Meininger Hoftheater in Schillers Die Braut von Messina seinen ersten nachweislichen Bühnenauftritt. Am 17. Januar 1886 wirkte er in Meiningen in Heinrich von Kleists Die Hermannsschlacht mit. Es folgten Auftritte in Stücken von Karl Jaenicke, Friedrich von Schiller und William Shakespeare.

## Beziehung mit Herman Bang
Weit mehr denn als Schauspieler hat sich Max Eisfeld als „große Liebe“ des dänischen Schriftstellers und Journalisten Herman Bang (1857–1912) einen Namen gemacht. Die beiden lernten sich Anfang 1886 in Meiningen kennen, nachdem Bang, der kurz zuvor nach Berlin gekommen war, um sich hier als Journalist und Theaterkritiker zu etablieren, wegen „Majestätsbeleidigung“ aus Preußen ausgewiesen worden war. Er hatte sich in einem Zeitungsartikel „despektierlich“ über den 86-jährigen deutschen Kaiser Wilhelm I. geäußert. In der Folge flüchtete Bang nach Sachsen-Meiningen, wo er hoffte, seine Theaterstudien fortsetzen und die preußischen Behörden wieder versöhnlich stimmen zu können.
Als Bang im Februar 1886 wegen seines Reisebriefes dann auch aus Sachsen-Meiningen ausgewiesen wurde, zog er über München nach Wien. Max Eisfeld scheint ihm wenig später gefolgt zu sein. Die beiden Freunde wohnten einige Monate lang zusammen im Wiener Stadtteil Hernals, wo sie unter ständiger polizeilicher Beobachtung standen, da die österreichischen Behörden Bang für einen Sozialisten hielten. Im Juli 1886 ließen sich Bang und Eisfeld dann in Prag nieder. Auch ihr Aufenthalt hier wurde von den Nachwirkungen, die der Zeitungsartikel Bangs hatte, überschattet. Während Bang in einem Brief des Wiener Polizeipräsidiums an den damaligen Prager Polizeidirektor Franz Ritter von Stejskal „als streitsüchtiger, prahlerischer und arroganter Mensch“ beschrieben wurde, hieß es hier über Eisfeld, dass Bang ihn „zu naturwidrigen Unzuchtsakten mißbrauche“ – wobei die österreichische Polizei eingestehen musste, dass sie „durch die im vertraulichen Wege gepflogene Recherche“ keine Anhaltspunkte zu einem Einschreiten „gewonnen“ hatte. Die Prager Polizei zeigte sich im Folgenden Bang und Eisfeld gegenüber weniger argwöhnisch als ihre Wiener Kollegen. Nach einem Verhör der zwei Freunde leitete man zwar eine „unauffällige Überwachung“ ein, ließ die beiden aber im Übrigen unbehelligt.
Während Herman Bang sich seinem schriftstellerischen Werk widmete, nahm Max Eisfeld ein unbezahltes Volontariat am Prager Kgl. Deutschen Landestheater an. Finanziell unterstützt wurde er von Bang. Eisfeld stand in verschiedenen Stücken Schillers, Shakespeares, Gustav Freytags, Johann Nestroys und Ferdinand Raimunds auf der Bühne, ohne indes nennenswerte Erwähnungen in der zeitgenössischen tschechischen und deutschsprachigen Theaterpresse zu finden.

## Die Trennung und ihre Folgen für Bang
Um den Jahreswechsel 1886/87 kam es zu einem fatalen Bruch in der Beziehung zwischen Eisfeld und Bang, über deren nähere Umstände heute nur spekuliert werden kann. Möglicherweise lag ihm ein Seitensprung Eisfelds zugrunde – unklar ist indes, ob Eisfeld eine Affäre mit einem Mann oder einer Frau hatte. Für Bang war das Erlebnis so einschneidend und prägend, dass über mehrere Jahre ernstliche Gefahr für sein Leben bestand. Er litt an Depressionen, hatte Anfälle von Hysterie und Verfolgungswahn und betäubte sich regelmäßig mit Alkohol, und Anfang 1890 beging er schließlich einen Selbstmordversuch im südnorwegischen Larvik. Als sich Bang 1891 für mehrere Wochen in einem Kopenhagener Krankenhaus in ärztliche Behandlung begab, teilte er mit, dass er sich bis etwa 1886 „psychisch vollständig normal“ gefühlt habe. Dann sei ein Wendepunkt in seinem Leben eingetreten. Die Erinnerung an die Begebenheit habe sich immer tiefer in sein Bewusstsein eingebrannt und nach und nach jegliche Spur von Lebensfreude in ihm ausgelöscht. Mehr wollte er dazu nicht sagen.

## Weiteres Wirken als Schauspieler
Max Eisfeld reiste am 28. April 1887 aus Prag ab. Sein nachfolgendes Leben als Theaterschauspieler lässt sich bislang nur in Bruchstücken rekonstruieren. Eisfeld spielte nicht nur an Bühnen in verschiedenen Städten der deutschen Provinz (so etwa Lübeck, Düsseldorf, Breslau und Münster), sondern auch in Metropolen wie Berlin, London und New York. An keinem Theater war aber länger als ein, zwei Jahre verpflichtet.
Seine größten Erfolge feierte Max Eisfeld offenbar an den Bühnen Max Reinhardts in Berlin, doch da er oft erst eine Rolle nach der Premiere übernahm, die bei der ersten Vorstellung von einem anderen Schauspieler verkörpert wurde, taucht sein Name in Kritiken, die sich fast ausschließlich auf die Premieren beziehen, eher selten auf. Unter Reinhardt spielte Max Eisfeld 1903 den Propheten Jochanaan in Oscar Wildes Salome am Neuen Theater am Berliner Schiffbauerdamm. Es war das meistgespielte Stück der Saison 1903/04 an der Bühne und bedeutete nicht nur für Eisfeld einen nachhaltigen Erfolg. Max Eisfeld spielte hier an der Seite von Louise Dumont, Tilla Durieux, Gertrud Eysoldt und Emanuel Reicher. Lob für seine Präsentationen erfuhr er in Kritiken etwa von Alfred Klaar und Karl Strecker.
Die Darstellung des Jochanaan bedeutete für Max Eisfeld den Durchbruch als Schauspieler in Berlin. In den folgenden anderthalb Jahren stand er in vierzehn verschiedenen Inszenierungen am Neuen wie am Kleinen Theater auf der Bühne. Gleichwohl hielt es ihn auch hier nicht lange. In der Spielzeit 1909/10 wirkte er als darstellendes Mitglied am Stadttheater im westfälischen Münster und übernahm hier neben Leopold Sachse (1880–1961) zeitweise auch die Theaterdirektion. Nach erneuten Auftritten in Berlin – so etwa am Ausstellungstheater in Berlin (1910), an den Vaterländischen Schauspielen im Theater am Nollendorfplatz (1916) und am Deutschen Theater (1922) – wurde es still um den Mimen. Für etliche Jahre gibt es keine Nachweise für seinen Lebensweg wie sein schauspielerisches Schaffen.
Max Eisfeld starb am 2. November 1935 im Alter von 72 Jahren im Evangelischen Johannesstift in Berlin-Spandau, „nach langem Leiden“, wie mehrere Zeitungen damals in kurzen Nachrufen auf ihn festhielten. Max Eisfelds Leichnam wurde im Krematorium Berlin-Wilmersdorf eingeäschert, die Urne nach Rathenow überführt und am 16. November 1935 auf dem Friedhof der dortigen evangelischen Kirchengemeinde beigesetzt, vermutlich in der Familiengrabstätte Appel.

## Literarische Darstellungen
Im Werk Herman Bangs hat Max Eisfeld in mehrfacher Hinsicht Spuren hinterlassen. Bang widmete Eisfeld die Erzählung „En Berliner“ (Ein Berliner) und ließ ihn als „blondgelockten Don Carlos“ in der Novellette „Madame Metz“ (Madame Metz) auftreten. Er machte ihn zum umschwärmten, wenn auch namenlosen Star seiner Skizze „Sulkowsky-Theatret“ (Das Sulkowsky-Theater), beschwor das mit ihm erlebte Glück und dessen Vergänglichkeit in der Gedichtsammlung „Digte“ (Gedichte) und gab dem „jungen Blut“ in seinem Roman Tine (Tine) – einem Leutnant, der im deutsch-dänischen Krieg fällt – Eisfelds bürgerlichen Namen: Max Appel. Eine zentrale Rolle spielt Max Eisfeld auch in dem Roman Bang (1998) der dänischen Schriftstellerin Dorrit Willumsen.

## Weiterführende Literatur
- Harry Jacobsen: Herman Bang. Resignationens Digter. København 1957.
- Harry Jacobsen: Den miskendte Herman Bang. Aarene der gik tabt. København 1961.
- Harry Jacobsen: Den tragiske Herman Bang. København 1966.
- Harald H. Jepsen: „Herman Bang i Prag“, in: Danske Studier 1993, S. 116–124.
- Raimund Wolfert: „Herman Bang und Berlin“, in: Capri. Zeitschrift für schwule Geschichte, Nr. 22 (August 1996), S. 22–30.
- Raimund Wolfert: „Max Eisfeld - die große Liebe Herman Bangs“, in: Forum Homosexualität und Literatur, Nr. 33 (Dezember 1998), S. 5–42.
- [Auf Norwegisch] Raimund Wolfert: „Max Eisfeld: Den store kjærligheten i Herman Bangs liv“, in: Lambda Nordica, 1998 (Jg. 4, Nr. 3–4), S. 6–32.